# 盖尔滕峰
46°20′47″N 7°20′4″E / 46.34639°N 7.33444°E
蓋爾滕峰（德語：Geltenhorn）是瑞士伯恩州和瓦萊州的山峰，位於該國南部，屬於伯尔尼山的一部分，海拔高度3,065米，每年平均降雨量1,395毫米。

## 外部連結
- Geltenhorn on Hikr （页面存档备份，存于）